# Adam Arkin

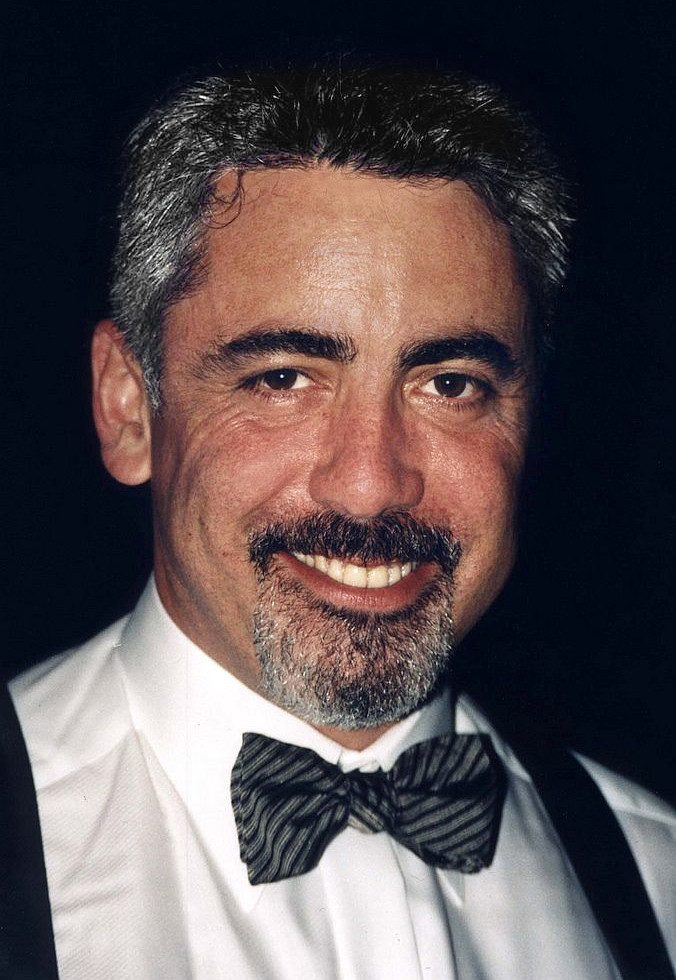
Adam Arkin (1999)

Adam Arkin (* 19. August 1956 in New York City, New York) ist ein US-amerikanischer Schauspieler und Regisseur.

## Karriere
Schon in seiner Kindheit hegte Arkin den Wunsch, Schauspieler zu werden. Im Alter von zehn Jahren nahm er Schauspielunterricht im Herbert Berghof Studio. Seine erste Rolle hatte er mit 14 in dem Film Made For Each Other. Während der 1970er und 80er Jahre wirkte er in zahlreichen Filmen mit wie Baby Blue Marine (1978), Under the Rainbow (1981) oder Personal Foul (1987).
Für seine Rolle im Theaterstück I Hate Hamlet war er 1991 für einen Tony nominiert. Populär wurde er in den 1990er Jahren durch seine Fernsehrollen als Adam in Ausgerechnet Alaska (Northern Exposure) und als Dr. Aaron Shutt in der Krankenhausserie Chicago Hope. Für beide Rollen erhielt er Emmy-Nominierungen. Zudem war er für einen Blockbuster Entertainment Award für seine Rolle als Will Brennan in dem Horrorfilm Halloween H20 nominiert. Später konnte man ihn unter anderem als Walter Spencer in der Serie Baby Bob (2002) und an der Seite von Will Smith als Max in dem Film Hitch sehen.
1993 trat Arkin erstmals als Regisseur in Erscheinung und inszenierte eine Folge von Ausgerechnet Alaska. Seither war er für mehr als 40 weitere Produktionen als Regisseur tätig, in erster Linie für Fernsehserien. Gelegentlich ist er auch als Produzent tätig.

## Persönliches
Adam Arkin ist der Sohn von Schauspieler Alan Arkin und hat drei Brüder: Matthew Arkin und Anthony Arkin sind Schauspieler, Jake Wakefield ist Anwalt.
Aus seiner erster Ehe von 1985 bis 1997 mit Schauspielerin und Yoga-Lehrerin Linda Sublette (* 1947) hat Arkin eine Tochter, Molly (* 1987). Vom 21. August 1999 bis 2013 war er mit der Schauspielerin Phyllis Lyons verheiratet, sie haben einen Sohn. Seit September 2017 ist Arkin in dritter Ehe mit der Schauspielerin und Produktionsmitarbeiterin Michelle Dunker verheiratet.

## Filmografie (Auswahl)

### Kinofilme
- 1969: People Soup (Kurzfilm)
- 1971: Made for Each Other
- 1976: Baby Blue Marine
- 1981: Geheimauftrag Hollywood (Under the Rainbow)
- 1981: Ein Werwolf beißt sich durch (Full Moon High)
- 1981: Crazy Street Life (Chu Chu and the Philly Flash)
- 1987: Personal Foul
- 1991: Der Doktor – Ein gewöhnlicher Patient (The Doctor)
- 1998: Halloween H20 (Halloween H20: Twenty Years Later)
- 1998: Coole Typen – Freunde wie diese (With Friends Like These)
- 1999: East of A
- 1999: Lake Placid
- 2000: Hanging Up
- 2000: Dropping Out
- 2001: Mission
- 2002: Stark Raving Mad
- 2005: Marilyn Hotchkiss’ Ballroom Dancing and Charme School
- 2005: Hitch – Der Date Doktor (Hitch)
- 2005: Kids In America
- 2009: A Serious Man
- 2012: The Sessions – Wenn Worte berühren (The Sessions)
- 2021: Pig

### Fernsehfilme
- 1974: It Couldn’t Happen to a Nicer Guy
- 1975: All Together Now
- 1985: The Fourth Wise Man
- 1988: Necessary Parties
- 1989: Oceano
- 1990: Heat Wave
- 1990: Babies
- 1990: Keine Zeit für Tränen (A Promise to Keep)
- 1993: Dottie Gets Spanked
- 1995: Im Fadenkreuz – Konvoi des Schreckens (In the Line of Duty: Hunt for Justice)
- 1997: Gott schütze diese Stadt (Not in This Town)
- 1998: Durst – Die Epidemie (Thirst)
- 1999: Ein filmreifer Mord (A Slight Case of Murder)
- 2001: Off Season
- 2002: Roughing It
- 2002: Damaged Care

### Fernsehserien
- 1977: Busting Loose
- 1978: Pearl Harbor (Pearl)
- 1982: Teachers Only
- 1986: Tough Cookies
- 1986–1987: Ein Schicksalsjahr (A Year in the Life)
- 1988: MacGyver (Staffel 4, Folge 15)
- 1991–1995: Ausgerechnet Alaska (Northern Exposure)
- 1992, 2005: Law & Order
- 1993: Big Wave Dave’s
- 1994: Baseball
- 1994–2000: Chicago Hope – Endstation Hoffnung (Chicago Hope)
- 2000–2002: The West Wing – Im Zentrum der Macht (The West Wing)
- 2001: Frasier
- 2002: Baby Bob
- 2002: Monk
- 2004–2005: Meine wilden Töchter (8 Simple Rules… for Dating My Teenage Daughter)
- 2006: Boston Legal
- 2007–2009: Life
- 2009: Sons of Anarchy
- 2011: The Closer
- 2012: Justified
- 2012: The Newsroom
- 2014: The Bridge – America (The Bridge)
- 2014: Masters of Sex
- 2014–2015: State of Affairs
- 2015: Fargo
- 2015: Modern Family
- 2016: How to Get Away with Murder
- 2016: The Carmichael Show
- 2019: Santa Clarita Diet
- 2019: Law & Order: Special Victims Unit
- 2019: The Act
- 2021: Rebel
- 2024: John Sugar (Sugar)

## Auszeichnungen und Nominierungen
Auszeichnungen
- 1992: Q Award als Specialty Player für Ausgerechnet Alaska – als Adam
- 2002: Daytime Emmy Award als Beste Regie in einem Kinder-Special (Directing in a Children's Special) für My Louisiana Sky

Nominierungen
- 1991: Tony Award als Bester Nebendarsteller für I Hate Hamlet – als Gary Peter Lefkowitz (Theater)
- 1993: Emmy als Bester Gastschauspieler innerhalb einer Dramaserie für Ausgerechnet Alaska – als Adam
- 1997: Emmy als Nebendarsteller in einer Dramaserie für Chicago Hope – als Dr. Aaron Shutt
- 1995–1998: Screen Actors Guild Awards als Bestes Schauspielensemble – Drama für Chicago Hope – als Dr. Aaron Shutt
- 1999: Blockbuster Entertainment Award als Beliebtester Horror-Darsteller (Favorite Actor – Horror) für Halloween H20 – als Will Brennan
- 2002: Emmy als Bester Gastdarsteller in einer Comedyserie für Frasier – als Tom
- 2002: Directors Guild of America Award als Beste Regie – Kindersendung (Outstanding Directorial Achievement in Children's Programs) für My Louisiana Sky
- 2009: Boston Society of Film Critics Award als Bestes Schauspielerensemble für A Serious Man – als Milgram